# Aimeric de Peguilhan

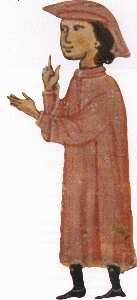
Aimeric de Peguilhan.

Aimeric de Peguilhan (ca. 1175-ca. 1230) fue un trovador occitano nacido en Péguilhan (localidad situada cerca de Saint-Gaudens).
Hijo de un mercader de tejidos, su primer mecenas fue Ramón V de Tolosa y después su hijo Ramón VI de Tolosa. Tuvo que abandonar la región ante la amenaza de la cruzada albigense y se desplazó al norte de Italia donde permaneció diez años. Se cree que tenía una amante en Tolosa, motivo que le hizo regresar de nuevo.
Se sabe que compuso al menos cincuenta obras, de las cuales sólo seis nos han llegado con música:
- Atressi•m pren com fai al jogador
- Cel que s'irais ni guerrej' ab amor
- En Amor trop alques en que•m refraing
- En greu pantais m'a tengut longamen
- Per solatz d'autrui chan soven
- Qui la vi, en ditz